# Ostry Wierch (Beskid Niski)
Ostry Wierch (938 m n.p.m.) – drugi co do wysokości szczyt w polskiej części Beskidu Niskiego.
Leży w tzw. Hańczowskich Górach Rusztowych, w jednym z grzbietów (prętów owego "rusztu"), który od Cigelki przez Długi Dział (słow. Dlhy diel), Ostry Wierch, Białą Skałę i Wnyki ciągnie się w kierunku północno-zachodnim aż po Kamienny Wierch i Czereszenne. Szczyt Ostrego Wierchu znajduje się ok. 200 m na północ od granicy państwowej (zielono znakowany szlak turystyczny go omija).
Władysław Krygowski pisał o nim: "Ostry Wierch, którego nazwa pochodzi od dość licznych głazów sterczących gdzieniegdzie z bujnej zieleni, wart jest poznania ze względu na swój dziki charakter". Południowo-zachodnie i południowe stoki góry, opadające ku źródliskom Białej Dunajcowej po stronie polskiej oraz Oľchovca po stronie słowackiej są strome i bardzo słabo rozczłonkowane. Stoki północno-wschodnie, opadające ku źródliskom Ropki i Ripki (potok w Hucie Wysowskiej), są również strome, lecz znacznie bardziej pocięte parowami i dolinkami cieków wodnych. Cały grzbiet porośnięty jest lasem, fragmentaryczne widoki jedynie z nielicznych miejsc.
Z północno-wschodnich stoków Ostrego Wierchu na wysokości ok. 800 m n.p.m. wystaje wychodnia skalna, u stóp której znajdowała się nieistniejąca już jaskinia – Zbójecka Piwnica.
Z Ostrym Wierchem wiąże się opowiadana dawniej przez mieszkańców Huty Wysowskiej historia o samobójcy: "Powiesił się pewnego razu syn właściciela huty szkła. Zgodnie z ówczesnym zwyczajem pochowano go nie na cmentarzu, lecz w miejscu gdzie granice Bielicznej i Huty Wysowskiej zbiegały się z granicą węgierską, czyli właśnie na Ostrym Wierchu. Wkrótce nieboszczyk zaczął pokazywać się kobietom zbierającym w lesie grzyby. Mieszkańcy wsi złożyli się po dwie korony i sprowadzili z Tatr bacę - czarodzieja. Dopiero jego magiczne praktyki sprawiły, że zmarły przestał prześladować żywych".
Piesze szlaki turystyczne:
- Ropki – Biała Skała (903 m n.p.m.) – Ostry Wierch (938 m n.p.m.) – znaki zielone (patrz niżej);
- Mochnaczka Niżna – Lackowa (997 m n.p.m.) – Ostry Wierch (938 m n.p.m.) – Wysowa – Kozie Żebro (847 m n.p.m.) (Szlak im. Wincentego Pola).